# Рене Монтеро
Рене Монтеро Розалес (ісп. René Montero Rosales; нар. 23 листопада 1979, Сантьяго-де-Куба, провінція Сантьяго-де-Куба) — кубинський борець вільного стилю, чемпіон світу, Панамериканський чемпіон, срібний призер Панамериканських ігор, володар Кубку світу, учасник Олімпійських ігор.

## Життєпис
Боротьбою почав займатися з 1992 року. У 1999 році став чемпіоном світу серед юніорів.
Виступав за борцівський клуб «CEAR Cuba» Гавана. Тренер — Філіберто Дельгадо.

## Спортивні результати на міжнародних змаганнях

### Виступи на Олімпіадах
| Змагання                    | Збірна | Вагова категорія          | Місце |
| --------------------------- | ------ | ------------------------- | ----- |
| Літні Олімпійські ігри 2004 | Куба   | вільна боротьба, до 55 кг | 13    |

### Виступи на Чемпіонатах світу
| Змагання                        | Збірна | Вагова категорія          | Місце  |
| ------------------------------- | ------ | ------------------------- | ------ |
| Чемпіонат світу з боротьби 2002 | Куба   | вільна боротьба, до 55 кг | Золото |
| Чемпіонат світу з боротьби 2005 | Куба   | вільна боротьба, до 55 кг | 12     |
| Чемпіонат світу з боротьби 2006 | Куба   | вільна боротьба, до 55 кг | 19     |

### Виступи на Панамериканських чемпіонатах
| Змагання                                   | Збірна | Вагова категорія          | Місце  |
| ------------------------------------------ | ------ | ------------------------- | ------ |
| Панамериканський чемпіонат з боротьби 2004 | Куба   | вільна боротьба, до 60 кг | Золото |

### Виступи на Панамериканських іграх
| Змагання                  | Збірна | Вагова категорія          | Місце  |
| ------------------------- | ------ | ------------------------- | ------ |
| Панамериканські ігри 2003 | Куба   | вільна боротьба, до 55 кг | Срібло |

### Виступи на Кубках світу
| Змагання                    | Збірна | Вагова категорія          | Місце  |
| --------------------------- | ------ | ------------------------- | ------ |
| Кубок світу з боротьби 2004 | Куба   | вільна боротьба, до 55 кг |        |
| Кубок світу з боротьби 2006 | Куба   | вільна боротьба, до 55 кг | Золото |
| Кубок світу з боротьби 2008 | Куба   | вільна боротьба, до 55 кг |        |

### Виступи на інших змаганнях
| Змагання                                                         | Збірна | Вагова категорія          | Місце  |
| ---------------------------------------------------------------- | ------ | ------------------------- | ------ |
| Центральноамериканські і Карибські ігри 2006                     | Куба   | вільна боротьба, до 55 кг | Золото |
| Міжнародний меморіал Дейва Шульца 2000                           | Куба   | вільна боротьба, до 54 кг | Бронза |
| Міжнародний меморіал Дейва Шульца 2003                           | Куба   | вільна боротьба, до 55 кг | Бронза |
| Олімпійський кваліфікаційний турнір з боротьби 2004 (Братислава) | Куба   | вільна боротьба, до 55 кг | Золото |

### Виступи на змаганнях молодших вікових груп
| Змагання                                      | Збірна | Вагова категорія          | Місце  |
| --------------------------------------------- | ------ | ------------------------- | ------ |
| Чемпіонат світу з боротьби серед юніорів 1999 | Куба   | вільна боротьба, до 54 кг | Золото |